# Расстрелы в Станиславе (1941)
Расстрелы в Станиславе в июне 1941 года — ликвидация тюрьмы в Станиславе путем применения ВМН к части заключенных, проведенная советскими органами в конце июня 1941 года. Одна из многих так называемых тюремных расправ, совершённых НКВД после начала немецкого вторжения в СССР. Жертвами преступления стали от 1200 до 2500 заключенных.

## Предыстория
Станислав до сентябрьской кампании 1939 года был центром одноименного польского воеводства, перед самым нападением Германии на СССР был советским областным центром. Арестованных органами НКВД людей сажали в местную тюрьму, которая была одной из трех советских тюрем, которые действовали в этой области, а в официальных документах она именовалась «тюрьмой № 1». Должность начальника занимал капитан Вершуханов.
22 июня 1941 нацистская Германия вторглась на советскую территорию. Первые недели войны оказались достаточно успешными для немецкой стороны. Дивизиям Вермахта удалось разбить армии приграничных военных округов СССР, а затем проникнуть вглубь советской территории. Успехом, в частности, увенчался немецкий удар в районе Волыни и Восточной Галиции, где оборонялась наибольшая вооруженная группировка Красной Армии  — Юго-Западный фронт. В первые двадцать дней войны его подразделения понесли огромные потери в живой силе и технике и были вынуждены отступить на расстояние около 250 километров к востоку от немецко-советской границы.
К моменту начала Великой Отечественной войны в тюрьмах и местах временного содержания новоприсоединённых Западной Украины и Западной Белоруссии находилось около 40-50 тыс. граждан. Советская власть решительно не желала допустить, чтобы их освободили немцы. 24 июня 1941 нарком внутренних дел Лаврентий Берия издал областным управлением НКГБ приказ расстрелять всех политзаключенных, содержавшихся в западных областях СССР, эвакуация которых вглубь страны была невозможна. По приказу Берии, казни подлежали лица, осужденные за «контрреволюционную деятельность», «антисоветскую деятельность», саботаж и диверсии, а также политические заключенные, находившиеся под следствием.

## Расстрелы

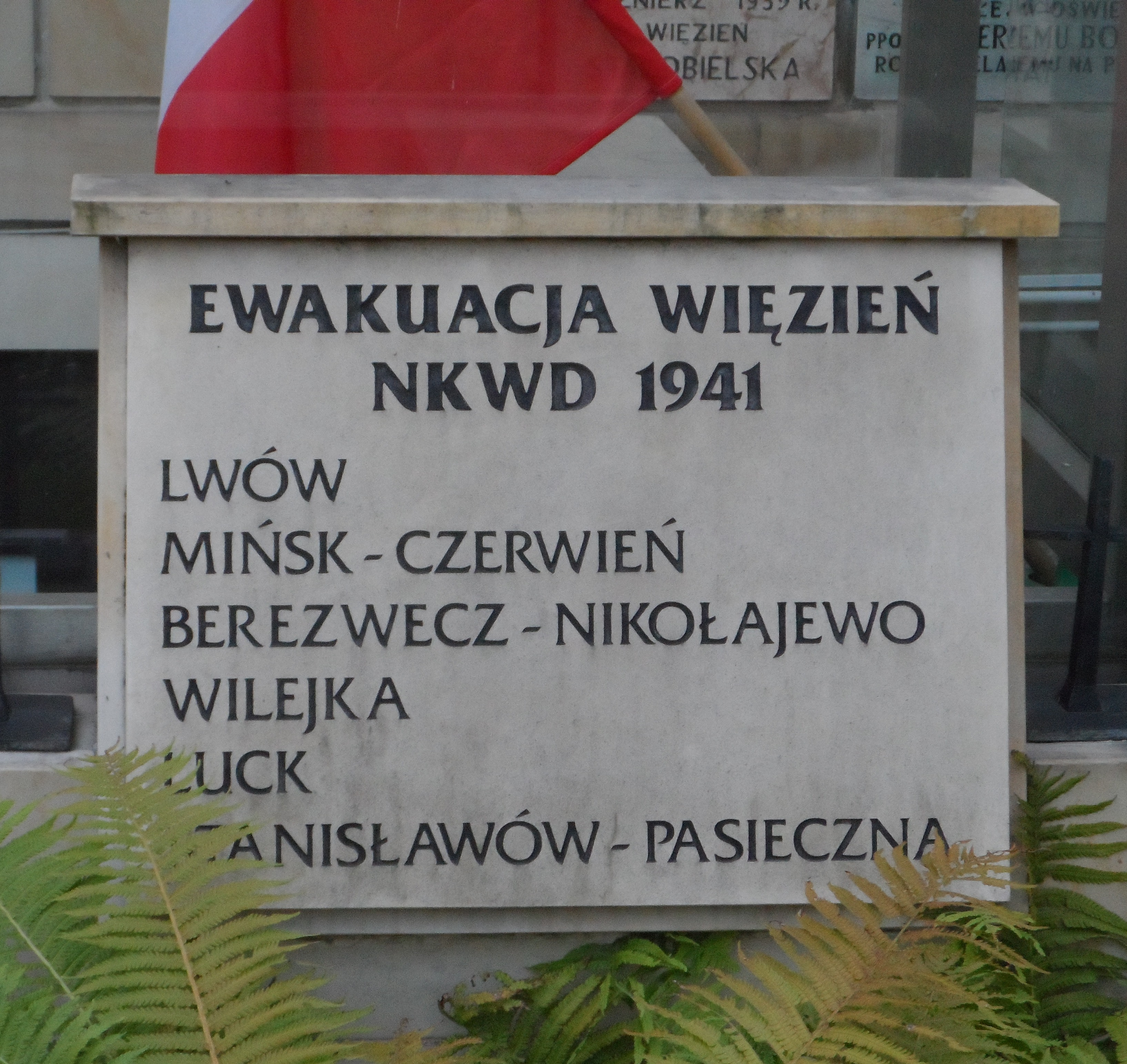
Доска на территории костела св. Станислава Костки в Варшаве, которая увековечивает память о жертвах тюремных расстрелов НКВД, в том числе узников из Станислава

Документы, найденные в советских архивах, свидетельствуют, что на 10 июня 1941 в тюрьме Станислава насчитывалось 10 555 заключенных. В большинстве это были поляки и украинцы.
В конце июня 1941 Советы попытались эвакуировать тюрьму. По отчетам НКВД, 577 заключенных были отправлены по железной дороге в Иваново, а еще 942 были освобождены или «оставлены в тюрьме». Из выводов же Лодзинское окружной комиссии по расследованию преступлений против польского народа следует, что под Гусятином на один из эшелонов налетела немецкая авиация. В результате замешательство узники попытались убежать, но это удалось лишь немногим. Большинство беглецов погибло от пуль конвоиров.
Между тем, сотрудники НКВД ненадолго покинули Станислав, оставив осужденных без присмотра. Часть заключенных тогда попыталась убежать, но невозможно определить, скольким из них удалось осуществить этот замысел. Тогдашняя пресса и уцелевшие польские узники отмечали, что из тюрьмы вырвалось до тысячи человек. В свою очередь, один из свидетелей, допрошенных в 90-х годах XX века Лодзинской окружной комиссией по расследованию преступлений против польского народа, утверждал, что бегство оказалось удачным для 40 мужчин и 40 женщин. Помощь снаружи для сбежавших организовал капитан Игнаций Любчинский совместно с молодежью из Стрелецкого союза и польской молодежной военной организации «Военная подготовка» (польск. Przysposobienie Wojskowe).
Вскоре сотрудники НКВД вернулись в город и начали систематическое уничтожение заключенных. Жертв расстреливали в тюремных подвалах или во внутреннем дворе. На период казни они заводили автомобильные двигатели или пускали громкую музыку из мегафонов, чтобы заглушить хлопки выстрелов и предсмертные крики. Это средство оказалось эффективным, поскольку расправа стала достоянием гласности только после окончательной эвакуации советских чиновников из Станислава.
2 июля город заняли союзные немецким войскам венгерские подразделения. Жители тогда ринулись в тюрьму, надеясь, что они там найдут арестованных родственников и друзей. На территории здания было найдено только десятки расстрелянных тел. Коллаборационистская ежедневная газета «Goniec Krakowski» сообщила, что во дворе суда и в соседнем саду было дополнительно выявлено три братские могилы, заполненные несколькими слоями трупов. Общие могилы также были найдены в Посич (более 200 тел) и в Пасечной (три могилы с сотнями останков). К тому же они утверждали, что в одной из камер работники НКВД замуровали заключенных живьем.
Сведения о количестве убитых заключенных, о которыхз подают источники, различаются. Документы НКВД сообщают, что в тюрьмах Станислава, Коломыи и Печенижина всего было ликвидировано 1000 человек. Уже 5 июля 1941 капитан госбезопасности Филиппов направил наркому Сергиенко докладную «Об эвакуации тюрем западных областей СССР», где отмечалось, в частности, что в тюрьмах Станиславской области было расстреляно 1000 заключенных. Другие источники отмечали, что в одной только Станиславской тюрьме погибли от 1200 до 2500 заключенных. Лодзинская окружная комиссия по расследованию преступлений против польского народа, которая расследовала это дело, оценила количество жертв примерно в 1500.

## Дальнейшие события
Трупы, найденные в тюремных камерах и в подвалах или во внутреннем дворе, были похоронены в братских могилах на городском кладбище. Только тела опознанных жертв забрали их семьи. С массовых захоронений во дворе суда было изъято всего восемь трупов; остальные снова засыпали по санитарным причинам.
В 1989-1990 годах массовые захоронения в Посичи и Пасечной обследовали работники общества «Мемориал».

## См. Также
- Расстрелы во Львове (июнь 1941)
- Винницкая трагедия
- Расстрелы заключённых в Тернополе (1941)